# Geoffroy II de Briel
Geoffroy II de Briel, ou Geoffroy de Briel le Jeune, est un chevalier franc, cousin ou neveu de Geoffroy Ier de Briel, baron de Karytaina dans la principauté d'Achaïe en Grèce franque.

## Biographie
Geoffroy Ier de Briel meurt en 1275. En 1279, Geoffroy le Jeune arrive en Grèce et tente, sans succès, de revendiquer sa baronnie qui entre-temps a rejoint le domaine princier, Geoffroy Ier n'ayant pas de descendance directe. Karl Hopf, historien du XIXe siècle, date l'arrivée en Grèce de Geoffroy en 1287, mais son passage d'Italie en Grèce en janvier 1279 est documenté dans les archives du royaume de Naples. Sans se décourager, Geoffroy est résolu à prendre son héritage par la force si nécessaire : il se rend au château d'Araklovon (en), y entre en prétendant être malade, laisse immédiatement entrer ses compagnons armés (apparemment quatre écuyers et quelques locaux grecs) et se rend maître de la forteresse. Les troupes achéennes assiègent rapidement le château, mais Geoffroy a déjà appelé à l'aide le gouverneur byzantin de Mistra qui lui envoie des troupes. Ces dernières sont cependant stoppées à la frontière de la région de Skorta par le « capitaine de la Skorta », Simon de Vidoigne. Geoffroy finit par devoir capituler, mais on lui accorde le petit fief de Moraina.
Peu après son arrivée et son inféodation, en 1279 ou 1280, il épouse Marguerite, dame de Lisarea, avec qui il a une fille, Hélène, qui épouse Vilain II d'Aulnay, baron d'Arcadie.

## Sources
- Antoine Bon, La Morée franque : Recherches historiques, topographiques et archéologiques sur la principauté d’Achaïe, Paris, De Boccard, 1969 (lire en ligne)